# Barry Mazur
Ne doit pas être confondu avec le mathématicien Stanisław Mazur.
Pour les articles homonymes, voir Mazur.
Barry Charles Mazur, né le 19 décembre 1937 à New York, est un mathématicien américain.

## Biographie
Mazur a étudié à la Bronx High School of Science et au MIT,

puis il a obtenu son Ph.D. (encadré par Ralph Fox et R. H. Bing) à Princeton en 1959 et a été Junior Fellow de Harvard de 1961 à 1964. Il est actuellement Professeur Gerhard Gade et Senior Fellow à Harvard. Il a encadré plus de cinquante thèses, dont celles de Noam Elkies, Jordan Ellenberg, Ofer Gabber, Michael Harris, Daniel Kane, Michael McQuillan et Paul Vojta. Son nombre d'Erdős est 2 car il a copublié avec Andrew Granville.

## Travaux
Mazur a commencé par travailler en topologie géométrique, donnant – grâce à un résultat obtenu par Marston Morse – une preuve astucieuse et élémentaire du théorème de Schoenflies généralisé, démontré indépendamment par Morton Brown, ce qui leur vaut à tous deux un prix Veblen.
Ses observations, dans les années 1960, sur les analogies entre les nombres premiers et les nœuds, sont reprises dans les années 1990, donnant naissance à la topologie arithmétique.
Ayant suivi des cours de géométrie algébrique d'Alexandre Grothendieck, il se tourne vers la géométrie diophantienne. Le théorème de torsion de Mazur, qui donne la liste de tous les sous-groupes de torsion possibles du groupe des points rationnels d'une courbe elliptique, est un résultat profond et important de l'arithmétique des courbes elliptiques. La première preuve par Mazur de ce théorème repose sur l'analyse complète des points rationnels de certaines courbes modulaires. Ses idées font partie des ingrédients clés du succès final de l'attaque par Andrew Wiles de la conjecture de Shimura-Taniyama-Weil et du dernier théorème de Fermat. Mazur et Wiles avaient déjà travaillé ensemble sur la conjecture principale en théorie d'Iwasawa.

## Prix et distinctions
Barry Mazur est lauréat du prix Oswald-Veblen en géométrie (1966), du prix Leroy P. Steele pour contribution fondamentale à la recherche (2000), de la National Medal of Science (2011), du prix Cole de théorie des nombres (1982).
En 2022 il reçoit la médaille Chern « pour ses découvertes profondes en topologie, en géométrie arithmétique et en théorie des nombres, et pour sa générosité dans la formation de la génération suivante de Mathématiciens ». 
Il est également membre de l'American Mathematical Society (2013), de l'Académie nationale des sciences, de l'Académie américaine des arts et des sciences, de la Société américaine de philosophie et a bénéficié d'une Bourse Guggenheim.